# (2253) Espinette
(2253) Espinette es un asteroide perteneciente al grupo de los asteroides que cruzan la órbita de Marte descubierto por Georges Achilles van Biesbroeck el 30 de julio de 1932 desde el Observatorio Yerkes de Williams Bay, Estados Unidos.

## Designación y nombre
Espinette recibió inicialmente la designación de 1932 PB.
Más tarde, en 1981, se nombró por el edificio donde residía el descubridor en Williams Bay.

## Características orbitales
Espinette está situado a una distancia media del Sol de 2,283 ua, pudiendo acercarse hasta 1,647 ua y alejarse hasta 2,92 ua. Su excentricidad es 0,2788 y la inclinación orbital 3,881 grados. Emplea en completar una órbita alrededor del Sol 1260 días.

## Características físicas
La magnitud absoluta de Espinette es 12,7 y el periodo de rotación de 7,442 horas. Está asignado al tipo espectral Sl de la clasificación SMASSII.